# Capo Frasca
Capo Frasca è un promontorio della Sardegna occidentale.

## Descrizione
Situato nel comune di Arbus, è il punto più settentrionale della Costa Verde e forma l'estremità sinistra del golfo di Oristano, nonché confine nord-occidentale della provincia del Medio Campidano con la provincia di Oristano.
Il promontorio è sede del poligono di Capo Frasca e pertanto è una zona interdetta quasi interamente all'uso pubblico. Dal 2018 la località balneare S'enna 'e s'arca, raggiungibile grazie a dei sentieri che, partendo da Pistis proseguono verso nord, è stata restituita al comune di Arbus assieme anche al porticciolo per la piccola pesca presente nel versante orientale del capo sul golfo di Oristano, anche'esso precedentemente incluso nel confine militare. Poco più a sud è presente la spiaggia di Cala Brigantino.
Anticamente la zona, come del resto tutta la costa, era di particolare interesse strategico. Al suo interno sono infatti numerose le presenze di torri di avvistamento, e di villaggi nuragici. La più importante è la Torre della Frasca (o Torre nuova). L'intera area ricade all'interno del Sito di Interesse Comunitario Stagno di Corru S’Ittiri. Non si hanno notizie esatte sull'anno della sua costruzione per cui il probabile periodo di edificazione della stessa sarebbe compreso tra il 1577 e il 1639. La struttura, costruita con pietre laviche e tufi basaltici legati con malta di calce e inserimento di zeppe litiche e fittili, presenta una pianta circolare, un tamburo alla base e 5 originari archi interni, realizzati in mattoni pieni, che sorreggevano la copertura del terrazzo. La costruzione in origine doveva avere probabilmente una volta a cupola ora non più visibile in quanto crollata.
Sul promontorio, all'altezza di 66 metri sul livello del mare è presente un faro di riferimento marittimo appartenente alla Marina Militare.